# Sergio Hernández (Sänger)
Sergio Hernández, bekannt auch als El Marqués, ist ein dominikanischer Sänger.
Hernández wurde als Sänger mit den Los Hijos del Rey bekannt, bevor er zum Orchester Fernando Villalona wechselte. Später trat er mit einem eigenen Orchester und dem Conjunto Quisqueya auf. Bekannt wurde er als Interpret der Songs José Josés (u. a. El triste, He renunciado a ti, El amor Acaba Amar y querer, Mi vida Preso), mit dem er auch auftrat und Aufnahmen einspielte. Er nahm erfolgreich an internationalen Musikfestivals teil, u. a. am Festival de la Canción y la Voz in Puerto Rico, wo er als el baladista del merengue gelobt wurde, und als erster lateinamerikanischer Musiker am Gesangsfestival in Südkorea. Für seine musikalische Leistung und seinen humanitären Einsatz wurde er 2019 mit der Paloma de la Paz ausgezeichnet.